# Instytut Nauk Pedagogicznych Uniwersytetu Mikołaja Kopernika w Toruniu

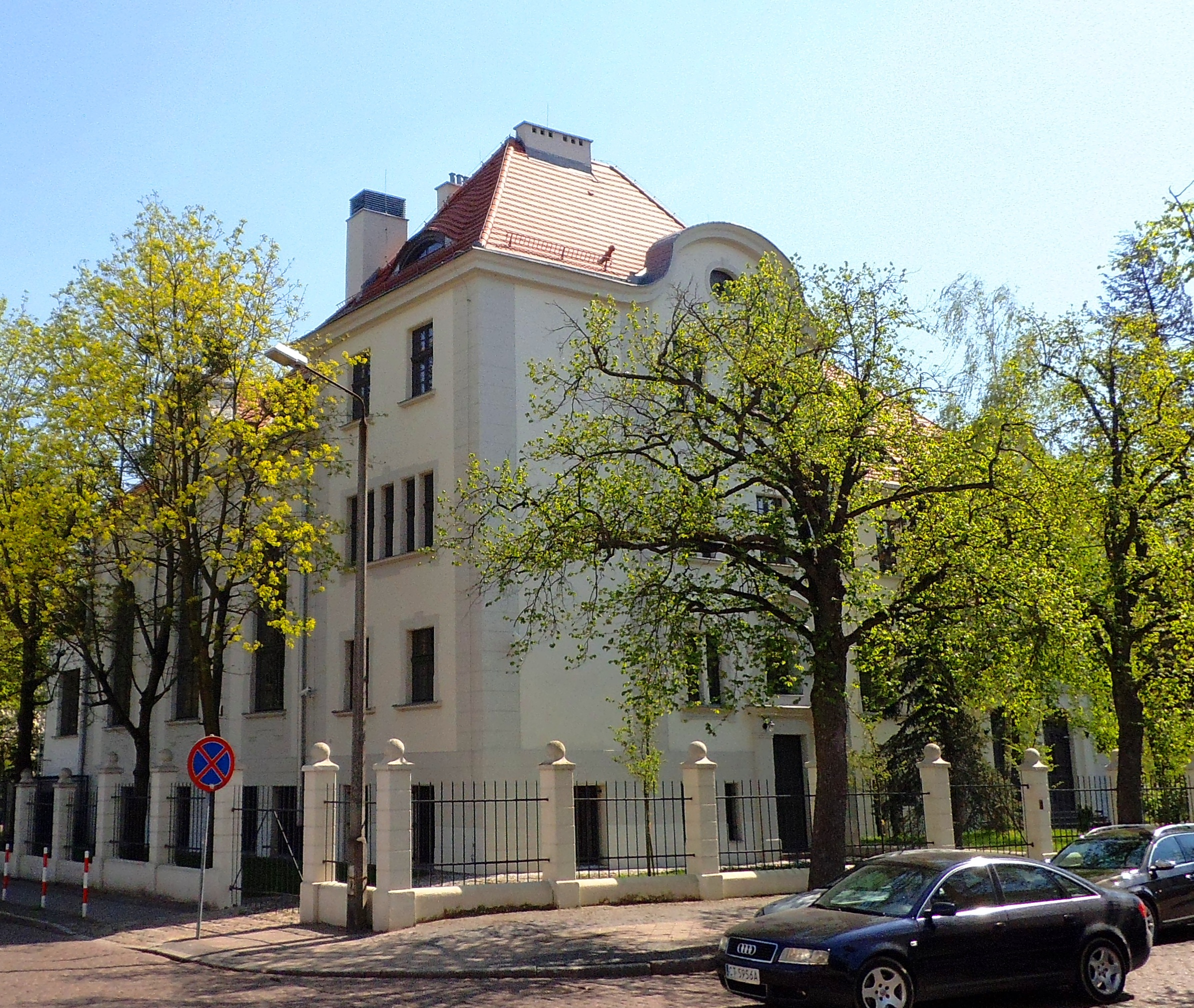
Siedziba Wydziału w latach 2007– 2011, obecnie Wojewódzki Fundusz Ochrony Środowiska i Gospodarki Wodnej

Instytut Nauk Pedagogicznych Uniwersytetu Mikołaja Kopernika w Toruniu – instytut wchodzący w skład Wydziału Filozofii i Nauk Społecznych UMK. W latach 2007–2019 funkcjonował jako Wydział Nauk Pedagogicznych jako jeden z 17 wydziałów Uniwersytetu Mikołaja Kopernika w Toruniu. Siedziba Instytutu znajduje się przy ul. Lwowskiej 1.

## Historia
Początki toruńskiej pedagogiki sięgają 1945 roku, kiedy to na tworzącym się uniwersytecie powstała Katedra Pedagogiki wchodząca w skład Wydziału Humanistycznego, a jej pierwszym kierownikiem został prof. Kazimierz Sośnicki, który przybył do Torunia ze Lwowa. W 1993 roku Centralna Komisja do Spraw Tytułów Naukowych i Stopni Naukowych przyznała Wydziałowi uprawnienia do nadawania stopnia doktora, a w 1997 otrzymał on także uprawnienia do nadawania stopnia doktora habilitowanego nauk pedagogicznych. 28 listopada 2006 roku senat uczelni podjął decyzję o utworzeniu Wydziału Nauk Pedagogicznych, a jego pierwszym dziekanem został prof. dr hab. Aleksander Nalaskowski. Od 1 października 2019 roku, zarządzeniem Rektora UMK, Wydział przekształcił się w Instytut Nauk Pedagogicznych i wszedł w skład nowego wydziału: Wydział Filozofii i Nauk Społecznych Uniwersytetu Mikołaja Kopernika w Toruniu, powstałego na skutek połączenia WNP z Wydziałem Humanistycznym.

## Kierunki kształcenia

### Studia stacjonarne I i II stopnia
- Pedagogika – studia I stopnia, stacjonarne
- Pedagogika specjalna – studia jednolite magisterskie pięcioletnie
- Pedagogika przedszkolna i wczesnoszkolna – studia jednolite magisterskie pięcioletnie
- Praca socjalna – studia I stopnia
- Sport i wellness – studia I stopnia

### Studia doktoranckie
Interdyscyplinarna Szkoła Doktorska Nauk Społecznych kształci doktorantów w dziedzinie nauk społecznych m.in. dyscyplinie naukowej:
- pedagogika

### Studia niestacjonarne I i II stopnia
- Pedagogika

### Studia podyplomowe
- Podyplomowe studia w zakresie przygotowania pedagogicznego
- Podyplomowe studia oligofrenopedagogiki
- Podyplomowe studia pedagogiki korekcyjno-kompensacyjnej
- Podyplomowe studia w zakresie edukacji przedszkolnej i wczesnoszkolnej
- Podyplomowe studia w zakresie surdopedagogiki
- Podyplomowe studia w zakresie surdotyflopedagogiki
- Podyplomowe studia w zakresie neurologopedii
- Podyplomowe studia w zakresie wczesnej interwencji i wczesnej rehabilitacji dziecka
- Podyplomowe studia w zakresie resocjalizacji i profilaktyki społecznej

## Struktura do 30.09.2019
Wydział składał się z trzynastu katedr, których kierownikami byli:
| Katedra                                             | Kierownik                             |
| --------------------------------------------------- | ------------------------------------- |
| Katedra Historii Myśli Pedagogicznej                | prof. dr hab. Władysława Szulakiewicz |
| Katedra Dydaktyki i Mediów w Edukacji               | prof. dr hab. Bronisław Siemieniecki  |
| Katedra Socjologii Edukacji i Pedagogiki Społecznej | dr hab. Maria Urlińska                |
| Katedra Studiów nad Niepełnosprawnością             | dr hab. Beata Borowska-Beszta         |
| Katedra Pedagogiki Szkolnej                         | dr hab. Hanna Solarczyk-Szwec         |
| Katedra Psychologii                                 | ks. dr hab. Piotr Krakowiak (opiekun) |
| Katedra Opieki, Profilaktyki i Resocjalizacji       | ks. dr hab. Czesław Kustra            |
| Katedra Pracy Socjalnej                             | ks. dr hab. Piotr Krakowiak           |
| Katedra Teorii Wychowania                           | dr hab. Piotr Petrykowski             |
| Katedra Metodologii Badań Pedagogicznych            | prof. dr hab. Krzysztof Rubacha       |
| Katedra Psychopedagogicznych Podstaw Rewalidacji    | dr hab. Ditta Baczała                 |
| Katedra Edukacji Dziecka                            | prof. dr hab. Aleksander Nalaskowski  |
| Katedra Logopedii                                   | prof. dr hab. Jacek Błeszyński        |

## Struktura od 1.10.2019
- Katedra Dydaktyki i Mediów
- Katedra Historii i Teorii Wychowania
- Katedra Pedagogiki Społecznej i Pracy Socjalnej
- Katedra Pedagogiki Szkolnej
- Katedra Podstaw Pedagogiki
- Katedra Rewalidacji, Resocjalizacji i Opieki Długoterminowej

## Historyczny poczet dziekanów
1. prof. dr hab. Aleksander Nalaskowski (2007-2012)
2. dr hab. Piotr Petrykowski (2012-2019)

## Historyczne Władze Wydziału
W kadencji 2016-2020:
| Stanowisko                                                  | Imię i nazwisko             |
| ----------------------------------------------------------- | --------------------------- |
| Dziekan                                                     | dr hab. Piotr Petrykowski   |
| Prodziekan ds. dydaktycznych                                | dr hab. Agnieszka Wałęga    |
| Prodziekan ds. studenckich                                  | ks. dr hab. Czesław Kustra  |
| Prodziekan ds. badań naukowych i współpracy międzynarodowej | dr hab. Dorota Siemieniecka |

## Zmarli profesorowie
- Mariola Chomczyńska-Rubacha